# Gary Schaefer
Gary Lee Schaefer (1951 - 26 de noviembre de 2023) es un asesino, secuestrador, violador y presunto asesino en serie estadounidense al que se cree responsable de los asesinatos de tres niñas en Springfield (Vermont), entre 1979 y 1983. Confesó dos de estos asesinatos y sigue siendo sospechoso en el tercero, pero fue declarado culpable sólo de uno, por el que recibió una pena de 30 años a cadena perpetua.

## Primeros años
Gary Lee Schaefer nació en 1951 en Allentown (Pensilvania), uno de los varios hijos de Edwin y June Schaefer. En algún momento durante su infancia, toda la familia se mudó a Springfield, Vermont, donde se unieron a una congregación cristadelfiana muy unida con sede en la ciudad. Desde muy joven, Schaefer fue considerado como un niño abiertamente tranquilo, pero muy amigable y confiable que constantemente hacía lo que le decían sin ninguna objeción. Mientras estudiaba en Springfield High School, participó en los equipos de carreras a campo traviesa y de atletismo de la escuela, donde se decía que mostraba mucho potencial atlético. Después de graduarse en 1970, Schaefer se alistó en la Marina (las iglesias cristadelfias generalmente no permiten que sus miembros sean reclutados en las fuerzas armadas), donde sirvió desde abril de 1975 a 1981, estando destinado en la Estación Naval de los Grandes Lagos; Orlando, Florida; Bethesda, Maryland; Newport, Rhode Island y Norfolk, Virginia. Más tarde, se revelaría que fue sometido a un consejo de guerra por prender fuego a su apartamento, por lo que cumplió una sentencia de 13 meses en una instalación militar en Norfolk. Se había casado con su esposa Arlene mientras trabajaba en un hospital en Falmouth, Massachusetts, con quien tuvo una hija, Jodie, y un hijo pequeño, que falleció de SMSL . Ella y la hija viva de Schaefer se mudaron más tarde a North Charleston, Carolina del Sur.
A su regreso a Springfield, Schaefer consiguió un trabajo como mecánico de automóviles en Soucy Motors, donde fue descrito como un buen empleado que nunca creó problemas. Además, también era un miembro activo de su iglesia, trabajaba como conserje y a veces incluso daba sermones sobre la Biblia a los feligreses más jóvenes, y cuidó a su madre después de que su padre falleciera de cáncer el 10 de abril de 1982. Relatos de amigos y familiares informan que su pasatiempo favorito fuera del deber de la iglesia era pasear por la ciudad en su automóvil, tocando canciones de Styx. A pesar de estas cualidades positivas, Schaefer todavía era considerado un solitario, estaba divorciado y todavía vivía en la granja familiar.

## Asesinatos
El 28 de agosto de 1979, Sherry Nastasia, de 13 años, fue denunciada como desaparecida de su casa en Springfield después de que fue vista por última vez subiéndose al Pontiac Firebird verde oscuro de un hombre desconocido. Permaneció desaparecida durante tres meses, hasta que un camionero que se había detenido en un área de descanso cerca de Rockingham descubrió restos óseos cerca del cuartel de la policía estatal. Fue enviado a la oficina de la Dra. Eleanor McQuillen, quien identificó el cuerpo como el de Nastasia a través de registros dentales. Inicialmente, no se pudo determinar la causa de la muerte a pesar de que se habían roto varios huesos.] Más tarde, se determinó que probablemente su secuestrador la había matado a puñaladas.
El 31 de agosto de 1981, Theresa Marie Fenton, de 12 años, iba a dar un paseo en bicicleta cerca de su casa en Springfield cuando fue secuestrada y llevada al bosque cerca de Mile Hill Road, donde fue brutalmente golpeada con un instrumento contundente, parcialmente enterrada. al pie de una colina empinada y dejado morir. Después de que fue denunciada su desaparición, se formó un grupo de búsqueda pero no la localizó. Un hombre que pescaba con sus hijos encontró a Fenton cuando vieron su brazo sobresaliendo de las hojas que la enterraban, pero Fenton sucumbió a sus heridas en el Mary Hitchcock Memorial Hospital cercano al día siguiente. Hannover, Nueva Hampshire. Se inició una extensa investigación para encontrar a su asesino, pero rápidamente se estancó cuando se descartaron sospechosos y los detectives se quedaron sin pistas creíbles. Debido a esto, el jefe de policía de Springfield, Peter J. Herdt, anunció en una conferencia de prensa que estaban pidiendo ayuda al público para resolver el caso, esperando la remota posibilidad de que el asesino de Fenton se entregara. Esto no logró generar pistas creíbles y la investigación se estancó nuevamente. Meses después de la muerte de Fenton, su madre Barbara, miembro de un grupo de estudio bíblico exclusivamente femenino , dijo en un sermón publicitado que creía que su hija ahora estaba con Dios y que el hombre que la había matado estaba "muy culpable". montado" debido a sus acciones. En el evento, los miembros cantaron canciones del coro como "In the Garden" de C. Austin Miles y oraron tanto por Fenton como por las almas de su asesino.

### Asesinato de Katy Richards y arresto
El 9 de abril de 1983, Catherine "Katy" Cullen Richards, de 11 años, y su amiga Rachel Zeitz, también de 11 años, caminaban por Pedden Hill Road en Springfield cuando notaron que el mismo automóvil las había adelantado por tercera vez. Finalmente, el conductor se detuvo y les preguntó cómo llegar a la casa de Joe Cerniglia, pero luego salió del auto y amenazó con matarlos si no entraban. Richards entró en el auto mientras Zeitz corría hacia el domicilio de unos vecinos, que rápidamente llamaron a la policía. Zeitz describió al agresor como un hombre de unos 20 años, de unos 6 pies de altura, delgado, con cabello castaño corto, llevaba gafas de sol y una distintiva sudadera con capucha roja con el número "1983" escrito en una manga, y posiblemente conducía un Pontiac Sunbird azul claro con techo azul oscuro. Al día siguiente, el cuerpo parcialmente desnudo de Richards fue encontrado en una zona boscosa cerca de Springfield, mostrando signos de agresión sexual y heridas con un instrumento contundente.
Se hizo un kit de identificación del supuesto secuestrador y se enviaron investigadores para entrevistar a posibles testigos. Uno de ellos fue James Millay, Sr., miembro de la Iglesia Cristadelfia local, quien dijo que había visto a dos niñas que coincidían con la descripción de las víctimas en Pedden Road, el mismo día en que conoció a un amigo y compañero de iglesia llamado Gary Schaefer, quien tuvo que abandonar anticipadamente los servicios por una supuesta enfermedad. Cuando se les presentó una fotografía del hombre, la policía se dio cuenta de las grandes similitudes entre Schaefer y el boceto, y fueron a interrogarlo a la casa de su madre. Schaefer negó su responsabilidad y afirmó que había ido a Rutland con un compañero de trabajo para "recoger algunos coches". Sin embargo, luego de interrogar a su madre y a dicho compañero de trabajo, los policías determinaron que Schaefer estaba mintiendo y de inmediato lo arrestaron. Después de registrar la casa, los investigadores encontraron la sudadera roja descrita por Zeitz, que sirvió como evidencia física adicional de su posible culpabilidad. Schaefer fue puesto bajo vigilancia por suicidio en el Centro Correccional de Woodstock y se le fijó una fianza de 50.000 dólares, declarándose inocente de todos los cargos presentados en su contra. En ese momento, se sugirió que podría estar vinculado a los asesinatos de Nastasia y Fenton de años antes.

## Juicios y cargos

### Juicio por secuestro de Buxton
Incluso antes de que comenzara el juicio, Schaefer fue propuesto como sospechoso del secuestro e intento de violación de una joven de 17 años el 12 de noviembre de 1982 en Chester. En ese incidente, Deana Buxton fue recogida por un hombre que decía ser de Bellows Falls, pero cuando ella entró en un automóvil, él le apuntó con una escopeta y le hizo insinuaciones sexuales. Ella logró escapar cuando el delincuente se detuvo a comprar cerveza en una tienda de conveniencia en Hartford. Finalmente sería procesado por un cargo de secuestro separado para este caso el 21 de abril de 1983.
En la citada fecha se inició el juicio en el tribunal de distrito de White River Junction. En el juicio se subsanó una discrepancia en las declaraciones policiales, pues se reveló que el presunto delincuente se había detenido a hacer sus necesidades en el área de descanso, y no a comprar cerveza. Gran parte de la información sobre el juicio fue sellada, ya que el juez George F. Ellison emitió una orden de silencio sobre el caso, citando su preocupación sobre la posibilidad de que el acusado no obtuviera un juicio justo debido a la amplia cobertura de los medios.

### Juicio por asesinato de Richards
Incluso antes de que concluyera el juicio de Buxton, Schaefer fue acusado del asesinato de Richards, ya que finalmente se publicaron los resultados de laboratorio que examinaban muestras de sangre y cabello. El fiscal, William S. Bos, señaló que no perjudicaría el caso, ya que tanto él como la policía confiaban en que Schaefer era el autor. En respuesta a estos cargos, Schaefer se declaró inocente. Mientras tanto, dos periódicos, el Rutland Herald, con sede en Vermont, y el Valley News, con sede en New Hampshire , presentaron cargos contra el juez Ellison, alegando que su orden de silencio y el posterior bloqueo mediático sobre el juicio eran inconstitucionales.
A principios de octubre de 1983, la madre de Richards dijo a la prensa que Schaefer supuestamente había escrito una carta en la que confesaba su responsabilidad en el asesinato de su hija y Theresa Fenton, pero no pudo proporcionarla debido a la orden de silencio emitida sobre el caso. Al mes siguiente, después de someterse a un examen psiquiátrico realizado por los médicos E. Haskell Schell, Jr. y Erwin Stunkel, Schaefer fue declarado cuerdo para ser juzgado. El 5 de diciembre, Schaefer repentinamente cambió su declaración a no contestación, diciendo a través de su abogado que quería "limpiarse ante los ojos de Dios". Como resultado, se le impuso una sentencia de 30 años a cadena perpetua por el asesinato de Richards, con 15 a 20 años adicionales por los otros cargos relacionados con el caso Buxton. Después de la sentencia, su abogado, Donald H. Graham, sugirió que Schaefer se inscribiera en un estudio de tratamiento de delincuentes sexuales en la Universidad Johns Hopkins en Baltimore, donde se sometería a tratamiento con Depo-Provera.

### Cargos de Fenton y Nastasia
Tras la condena de Richards, las autoridades comenzaron a investigar a Schaefer en relación con otros asesinatos, incluido el asesinato en 1968 de Joanne Dunham en Charlestown, New Hampshire, una posible víctima del asesino del valle del río Connecticut. En enero de 1984, se decidió que las autoridades entrevistarían a Schaefer por el asesinato de Fenton. La entrevista se llevaría a cabo en el Centro Correccional Comunitario de Woodstock, antes de que pudiera ser transferido al Centro Correccional de St. Albans y luego a una prisión federal. Schaefer se reunió más tarde con la madre de Fenton y, durante su conversación, supuestamente confesó el asesinato nuevamente, pero como se le concedió inmunidad procesal como parte de su acuerdo de declaración de culpabilidad, no pudo ser acusado del asesinato. Los padres de Fenton crearon más tarde el Fondo de Información Theresa M. Fenton, que proporcionó a los fideicomisarios y familiares de las víctimas de Schaefer una compensación monetaria. Una excepción notable fue Deana Buxton, quien más tarde intentó demandar a la fundación por 14.000 dólares, diciendo que tenía derecho al dinero ya que fue ella quien había identificado positivamente a Schaefer entre una lista de sospechosos.
El 7 de mayo de 1984, Schaefer fue finalmente acusado del asesinato de Nastasia, y el juez Ellison presidió el juicio. Schaefer se declaró inocente del asesinato y su abogado alegó que sus registros navales mostraban que no estaba en Springfield el día del asesinato. Este juicio recibió una importante cobertura mediática, lo que generó preocupaciones de que algunas de las pruebas pudieran ser declaradas inadmisibles. El juicio en sí también se prolongó por el hecho de que Ellison concedió al abogado de Schaefer tiempo adicional para localizar supuestos testigos que pudieran corroborar la coartada de su cliente.
En un momento, el detective Michael J. LeClair de la Oficina del Fiscal del Condado de Windsor afirmó que la policía de Springfield había arruinado las investigaciones originales y se ofreció a entrevistar a Schaefer nuevamente en relación con el caso Nastasia, lo cual fue negado. En un giro inesperado de los acontecimientos, el psicólogo que había examinado previamente a Schaefer, Edwin Stunkel, anunció que el preso padecía un trastorno de personalidad múltiple.
Finalmente, los cargos de asesinato contra Schaefer fueron retirados por completo, ya que un juez dictaminó que su confesión se obtuvo ilegítimamente mediante hipnosis. Tres años más tarde, representantes de varios periódicos solicitaron que finalmente se revelaran los expedientes del caso, pero fue en vano. En diciembre de 2021, el asesinato de Nastasia sigue oficialmente sin resolver. Schaefer murió en una prisión de Eddyville, Kentucky, el 26 de noviembre de 2023.